# La (arna)
La és un gènere d'arnes de la família Crambidae descrit per Stanisław Błeszyński el 1966. Hi ha quatre espècies en el gènere i s'ha emprat calembour per anomenar-les.

## Taxonomia
- La benepunctalis (Hampson, 1919)
- La cerveza B. Landry, 1995
- La cucaracha Bleszynski, 1966
- La paloma Bleszynski, 1966